# Antonio Bertoloni

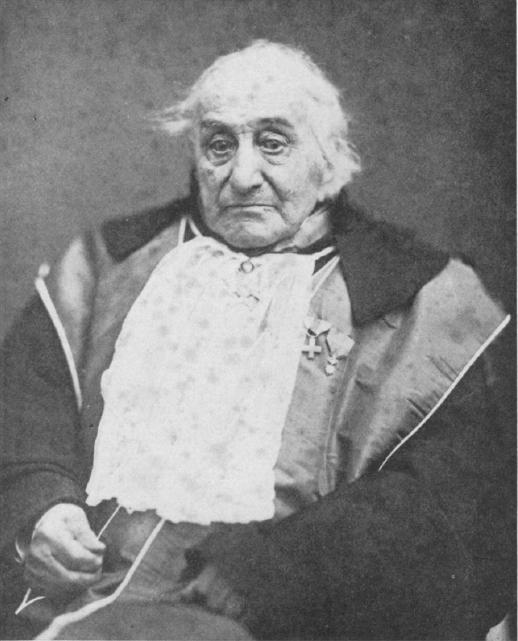
Antonio Bertoloni, 1865

Antonio Bertoloni (* 8. Februar 1775 in Sarzana, Republik Genua; † 17. April 1868 oder 1869 in Bologna) war ein italienischer Botaniker. Sein offizielles botanisches Autorenkürzel lautet „Bertol.“

## Leben und Wirken
Bertoloni studierte zunächst in Pavia Medizin und Botanik, der Abschluss in Medizin folgte 1796 in Genua. Er praktizierte als Arzt in Sarzana, lehrte ab 1811 als Professor der Physik am kaiserlichen Lyceum zu Genua, hielt auch Vorlesungen an der Universität, und  1815 wurde er als Professor der Botanik an die Universität Bologna berufen. 1837 wurde sein Sohn Giuseppe Bertoloni (1804–1879) Nachfolger auf dem Lehrstuhl für Botanik. Die Königliche Akademie der Wissenschaften und Schönen Künste von Belgien nahm ihn 1827 auf. Im Jahr 1840 wurde er zum Mitglied der Gelehrtenakademie Leopoldina gewählt.
Er begründete seinen Ruf durch seine Flora italica (1833–1854 in 10 Bänden), welcher er eine Flora italica cryptogama(1858–1867 in 2 Bänden) folgen ließ.

## Dedikationsnamen
Ihm zu Ehren sind die Gattung Bertolonia der Pflanzenfamilie der Schwarzmundgewächse (Melastomataceae) sowie die Art Ophrys bertolonii (Bertolonis Ragwurz) benannt.

## Weitere Schriften
- Amoenitates italicae (1819)
- Pralectiones rei herbariae (1827)
- Dissertatio de quibusdam novis plantarum speciebus et de Bysso antiquorum (1835)
- Florula guatimalensis (1840)
- Miscellanea botanica (1842–1863)
- Piante nuove asiatiche (1864–1865)